# Valeria Messalla
Valeria Messalla (Roma, ... – ...; fl. I secolo a.C.) è stata una nobildonna romana, quinta e ultima moglie del dittatore Silla.

## Biografia
Valeria Messalla era figlia di un oscuro Marco Valerio Messalla Corvino e di sua moglie Ortensia, sorella del celebre avvocato Quinto Ortensio Ortalo. Aveva un fratello maggiore, Marco Valerio Messalla Rufo, console nel 53 a.C.
In un'occasione del 79 a.C., Valeria e suo cugino, Marco Valerio Messalla, erano a teatro, seduti dietro a Silla nel palco d'onore, posizione che era stata loro riservata, malgrado la relativa poca importanza, perché parenti di una Somma Vestale da poco dimessa, Cecilia Metella Balearica. In tale occasione, Valeria strattono lievemente la toga di Silla, al che lui si girò per vedere chi lo stava toccando. Valeria si scusò e spiegò che non voleva fargli del male, ma solo strappare qualche filo per avere un po' della proverbiale fortuna di Silla. Il dittatore fu divertito dalla cosa e trovò Valeria affascinante. Da poco vedovo della sua quarta moglie, Silla chiese informazioni su di lei, scoprendo che era divorziata e che era la nipote di Ortensio, la cui moglie, Marcia, era figlia di uno dei maggiori sostenitori di Silla stesso. Per ingraziarsi la famiglia di Valeria, Silla favorì la nomina di suo cugino a pontefice massimo.  
Silla sposò Valeria poco dopo, nel 79 o agli inizi del 78 a.C., e si ritirò con lei a vita privata in una villa nel sud Italia, a Cuma, dove presto concepirono un figlio. Il matrimonio durò poco, perché Silla morì nel 78 a.C., mentre Valeria era ancora in attesa. Partorì una bambina qualche mese dopo, che venne chiamata Cornelia Postuma. 
Scompare dalle fonti dopo la nascita della figlia.